# Flugsicherungsschiff

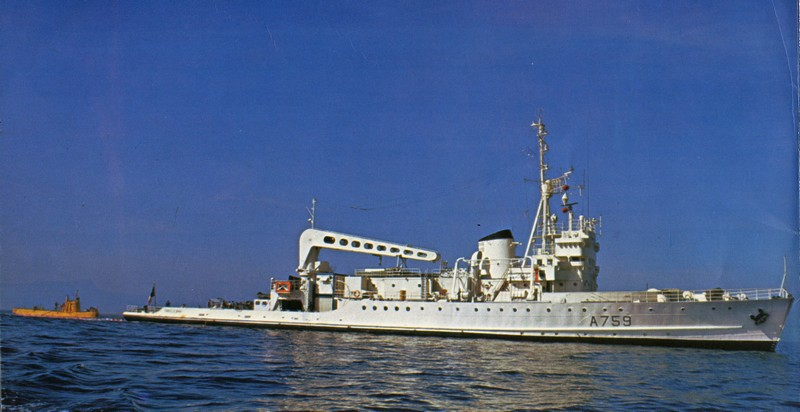
Das ehemalige deutsche Flugsicherungsschiff Greif als französische Marcel Le Bihan, mit dem Forschungs-U-Boot Archimede

Flugsicherungsschiffe waren Spezialschiffe der deutschen Kriegsmarine bzw. später der Luftwaffe zur Bergung von auf See niedergegangenen Wasser- und Landflugzeugen und deren Besatzungen im küstennahen Raum. Diese Schiffe erfüllten aber auch weitere Aufgaben im Bereich der Seefliegerei und im Zweiten Weltkrieg nicht zuletzt auf militärischem Gebiet, wie zum Beispiel Unterstützung der Seeluftaufklärung und Transporte aller Art.

## Geschichte
In Deutschland wurden 1932 bzw. 1934 die beiden ersten Bergungs- und Flugsicherungsschiffe gebaut, zunächst innerhalb der Reichsmarine, die 1935 in Kriegsmarine umbenannt wurde. Als aber auf politischen Druck des Reichsluftfahrtministers und Oberbefehlshabers der Luftwaffe, Hermann Göring, die Seeflieger der Kriegsmarine im Januar 1939 in die Luftwaffe eingegliedert wurden, kamen auch die bereits existierenden Flugsicherungsschiffe zur Luftwaffe, die danach eine Anzahl weiterer Schiffe bauen ließ. Die ab Ende der 1930er-Jahre gebauten Flugsicherungsschiffe der Luftwaffe waren so ausgelegt, dass sie auch als Flugzeugmutterschiffe für die dreimotorigen Flugboote Blohm & Voss BV 138 dienen konnten, die ab 1940 als Fernaufklärer zum Einsatz kamen.
Mit dem raschen Aufbau der Luftwaffe ab 1935 wurde es notwendig, einen leistungsfähigen Luftwaffen-Seenotdienst mit entsprechend ausgerüsteten Booten und Schiffen einzurichten. Im Laufe der Zeit wurden dazu insgesamt rund 80 Seenotrettungsboote, weit über 200 Flugbetriebsboote und Flugbetriebsschnellboote, zwei Bergungsschiffe, zehn Flugsicherungsschiffe und mindestens elf Hilfsflugsicherungsschiffe gebaut bzw. umgebaut. Sie wurden in ursprünglich fünf Seenotbezirken eingesetzt, zwei in der Nordsee, drei in der Ostsee. In den Kriegsjahren wurde außerdem bei jeder Luftflotte ein eigener Seenotbereich (später Seenotdienstführer [SNDF]) eingerichtet, der die zugehörigen Seebereiche abdeckte.

## Technik
Die Flugsicherungsschiffe waren Schiffe mit Geschwindigkeiten von 15 bis 20 Knoten, um in Seenot befindliche Flugzeuge möglichst schnell erreichen zu können. Sie hatten einen Flugzeughebekran zum Aufnehmen der havarierten Maschinen, und das glatte Oberdeck des Achterschiffes diente zum Transport von Flugzeugen. Auch befanden sich technische Einrichtungen zur Versorgung von Flugzeugen mit Treibstoff und für leichte Reparaturarbeiten an Bord, ebenso Unterkünfte und medizinische Versorgungseinrichtungen für Flugzeugbesatzungen und Gerettete.

## Flugsicherungsschiffe der deutschen Luftwaffe vor und im Zweiten Weltkrieg
12 Flugsicherungs- und Bergungsschiffe
- Phoenix – Bergungsschiff BS I
- Krischan (ex Krischan I) – Flugsicherungsschiff K I
- Gunther Plüschow (ex Krischan II) – Flugsicherungsschiff K II
- Bernhard von Tschirschky (ex Krischan III) – Flugsicherungsschiff K III
- Hans Rolshoven – Flugsicherungsschiff K IV; das Schiff war denen der sogenannten Krischan-Klasse sehr ähnlich
- Greif – Bergungsschiff BS II
- Karl-Meyer-Klasse – Flugsicherungsschiff K V; die vier Schiffe waren der Hans Rolshoven sehr ähnlich.
  - Karl Meyer
  - Max Stinsky
  - Immelmann
  - Boelcke
- Hans-Albrecht-Wedel-Klasse – Flugsicherungsschiff K VI; die Schiffe dieser Klasse waren etwas größer als die der vorhergegangenen Klasse K V
  - Hans Albrecht Wedel
  - Richthofen
  - Hermann Köhl (nicht mehr fertiggestellt)
  - zwei weitere geplante Schiffe der Klasse wurden nicht mehr auf Kiel gelegt

12 Hilfsflugsicherungsschiffe
- Altair, ehemaliger Heringslogger
- Brandenburg
- Drache (nach der Besetzung von Kreta im Mai 1941 als Hilfsflugsicherungsschiff in der Ägäis, 1944 an die Kriegsmarine übergeben)
- Frida
- Kranich, ex Minensuchboot M 77
- Obra
- Orion
- Prinz Homburg
- Ursula
- Victoria
- Wal 10
- Wal 11